# Hadronomas
Hadronomas es un género extinto de marsupial diprotodonto de la familia de los macropódidos y de la subfamilia Sthenurinae, Hadronomas vivió en el Mioceno al Plioceno, en lo que hoy es Australia.